# メタ新世界
メタ新世界（メタしんせかい）は、山本昭一が1982年に発表した詰将棋である。941手詰であり、1986年に橋本孝治がミクロコスモスを発表するまで最長手数の詰将棋であった。

## 寿からメタ新世界まで
江戸時代に伊藤看寿は611手詰の「寿」を発表した。その200年後に奥薗幸雄は873手詰の「新扇詰」を発表して最長手数の記録を塗り替えた。この2作品は、いずれも「龍追い」と呼ばれる手順をベースに「持駒変換」「と金はがし」という手法を加えていた。
1974年に上田吉一は、上記の作品で使用された持駒変換に着目しこの趣向をメインに用いた作品「積分」を発表する。この作品が契機となり、何人かの詰将棋作家が「持駒変換×と金はがし」を元にした長手数の作品の創作に着手する。
1981年1月に山本は「メガロポリス」（515手詰）を発表する。2月には添川公司が「呪われた夜」（393手詰）を、3月には森長宏明が「新世界」（613手詰）をそれぞれ発表し、同じ趣向の超長編作品が同時期に発表されるという珍しい事態となった。
これらの作品を土台に、1982年に「メタ新世界」は発表された。作者自身「メガロポリス」を発表しているが、持駒変換の手順などは「新世界」に近い。このことは「メタ新世界」というタイトルからもうかがえる。
事前に「新世界」の作者である森長に連絡が取られていたわけではなく、「メタ新世界」の発表を受けた森長はショックで一時詰棋界を引退した。詰棋専門誌上に互いが私見を掲載しあうなど、当時は相当な騒動であった。

## 趣向
| 9 | 8 | 7 | 6  | 5  | 4  | 3  | 2  | 1  |    |
|   |   |   |    |    |    |    |    |    | 一 |
|   |   |   | 龍 |    |    |    |    |    | 二 |
|   |   |   | 飛 | 歩 |    |    |    |    | 三 |
|   |   |   | 王 |    |    |    |    |    | 四 |
|   |   |   | 歩 |    |    | と |    |    | 五 |
|   |   |   |    | 香 | と | と | と |    | 六 |
|   |   |   |    |    | と | と | と | と | 七 |
|   |   |   |    |    | と | と | と |    | 八 |
|   |   |   |    |    |    |    |    | と | 九 |

「メタ新世界」には以下のような趣向が使用されている。
持駒変換
合駒を利用して、持ち駒を別の物に変える趣向。この作品では、「歩」→「香」→「角」の順で変換している。
「歩」→「香」→「角」の変換自体は「メガロポリス」等でも行っているが、この作品では変換する駒が2枚になっているため、手数が倍近くになっている。
具体的には右の図で、▲63龍△同玉（中略）▲61龍△62"B"合▲64"A"△同玉▲62龍△63飛車 という手順を経ると持ち駒のAがBに変わる。この手順の中で玉方が違う手順を取ると収束に入る。
連取り・と金はがし
連取りは、空き王手を利用して玉から離れた場所にある駒の一群を除去する手順。
はがしは、駒の一群を順次適切な場所に呼び寄せて除去する手順。
いずれの手順も1回行うと持ち駒の「角」が「歩」になってしまうため、その都度持駒変換が必要になる。
右の図のと金は4つのグループに分けられる。
1. 46,37,28,19 の4つは、図から▲55角△54玉▲(46/37/28/19)角（中略 ▲55角△54玉の2手が入る）▲64角△同玉 という手順で除去される。この手順の中で、持ち駒の角と香を使用し歩2枚を得ている。
2. 17,26,27,36,38,47 の6つは、上の4つを除去した後、図から▲19角△(28/37/46)歩▲同角△同との4手をかけて移動させ、再度の持駒変換を経て上の手順で除去する。
3. 35(46)と は、45に利いている駒である。これが除去されると簡単に詰むため、攻め方はこのと金の除去を目標にと金群の除去を行っている。玉方は上の2群のと金を犠牲に手を伸ばし、この駒が除去される前に収束に入る。
4. 48と はこの一連の手順には関係ない駒である。